# Scoparia ancipitella
Scoparia ancipitella là một loài bướm đêm trong họ Crambidae.